# Trirhabda caduca
Trirhabda caduca är en skalbaggsart som beskrevs av Horn 1893. Trirhabda caduca ingår i släktet Trirhabda och familjen bladbaggar. Inga underarter finns listade i Catalogue of Life.